# Parafia Matki Bożej Fatimskiej w Terliczce
Parafia Matki Bożej Fatimskiej w Terliczce – parafia rzymskokatolicka znajdująca się w diecezji rzeszowskiej w dekanacie Rzeszów Północ. 
Erygowana w 1992. Mieści się pod numerem 158. Do 1 lipca 2024 prowadzili ją Kapucyni. Od tego dnia parafia jest zarządzana przez księży diecezjalnych, proboszczem został mianowany ks. Paweł Ciba. 